# Acalypha inaequilatera
Acalypha inaequilatera är en törelväxtart som beskrevs av Cardiel. Acalypha inaequilatera ingår i släktet akalyfor, och familjen törelväxter. Inga underarter finns listade i Catalogue of Life.